# Alfred d'Erbach-Fürstenau (homme politique, 1905)
Pour les articles homonymes, voir Erbach.
Ne doit pas être confondu avec Alfred d'Erbach-Fürstenau (homme politique, 1813).
Louis Gustave Othon Hermann Arthur Elias Raymond Alfred comte d'Erbach-Fürstenau (né le 11 avril 1905 à Fürstenau (de) et mort le 30 juillet 1988 dans la même ville) est un homme politique allemand (CDU) et ancien député du Landtag de Hesse.

## Biographie
Alfred comte d'Erbach-Fürstenau est issu de la noble famille d'Erbach-Fürstenau (de). Son père, Adalbert d'Erbach-Fürstenau (de), est le dernier comte d'Erbach-Fürstenau à être membre de la première chambre des États du grand-duché de Hesse (de). Sa mère est la princesse Élisabeth de Salm-Horstmar (de).
Alfred d'Erbach-Fürstenau suit d'abord des cours particuliers puis étudie au lycée humaniste, où il passe son Abitur en 1923. Il étudie ensuite à l'Université de technologie de Darmstadt et termine ses études en 1927 en tant qu'ingénieur. De 1927 à 1928, il travaille comme ingénieur chez Siemens & Halske à Berlin. Le 19 décembre 1928, il quitte Siemens et reprend le domaine familial de ses parents ; par renonciation de son père, il est également chef de la maison d'Erbach-Fürstenau. Parallèlement, il étudie le droit à l'Université de Berlin. En 1930, il reprend la gestion de sa propre propriété. De septembre 1939 à décembre 1947, il travaille comme ingénieur salarié à São Paulo (Brésil). De décembre 1947 à mars 1948, il travaille en Allemagne et à partir de septembre 1949 au Brésil en tant qu'ingénieur indépendant et vendeur d'importation. De novembre 1949 à avril 1950, il travaille dans les études de marché pour BMW au Brésil. Après cela, il vit de nouveau en Allemagne.
Dans son premier mariage, il se marie le 13 septembre 1926 à Berlin avec Maria-Domina von Maltitz (de) (1904-1997). Trois filles sont nées de ce mariage, dont le divorce est prononcé en 1977 :
- Aliénor, née le 10 juin 1927 ; marié van de Roemer
- Élisabeth, née le 17 juin 1929 ; comtesse d'Erbach-Fürstenau à partir de 1950, mariée avec Eugène comte d'Erbach-Fürstenau (1923–1987), le cousin aîné d'Alfred d'Erbach-Fürstenau. Leur fils aîné, Raymond comte d'Erbach-Fürstenau (1951–2017), succède à leur grand-père maternel, Alfred, le 30 juillet 1988 en tant que chef de la maison d'Erbach-Fürstenau[2] et est plus récemment l'aîné de toute la maison d'Erbach.
- Marie-Angélique, née le 17 décembre 1941 ; marié (divorcé) Riedesel baronne d'Eisenbach

Le 17 septembre 1977, Alfred d'Erbach-Fürstenau se marie en secondes noces avec Marie-Esther von Puttkamer (1903-1983) à Michelstadt.

## Politique
Alfred comte d'Erbach-Fürstenau est membre de la CDU depuis 1953. Il est député du Landtag de Hesse pour son parti du 14 juillet 1956 (en remplacement de Hans Steinmetz (de)) au 30 novembre 1958, lors de la troisième législature.
Il est président du comité de politique forestière de l'Association des propriétaires forestiers de Hesse.